# Kreuzheben

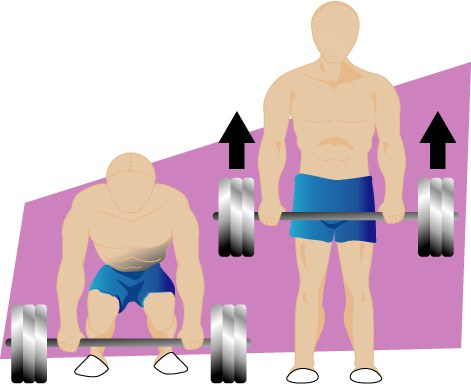
Kreuzheben

Das Kreuzheben (englisch Deadlift = „Heben eines ruhenden Gewichts (engl. dead weight)“) ist eine Kraftübung, bei der ein auf dem Boden liegendes Gewicht aus einer vornübergebeugten, stabilen Position hochgehoben wird. Es ist neben dem Kniebeugen und dem Bankdrücken eine Teildisziplin des Kraftdreikampfes und die letzte der drei Übungen eines Wettkampfes.
Das Kreuzheben trainiert den gesamten Körper, vornehmlich aber die Griffstärke, die Rückenstrecker, den Gluteus Maximus, die Oberschenkel und den Soleus. Da zudem diverse andere Muskelgruppen zu Stabilisierungsarbeit herangezogen werden, wobei besonders der obere Rückenbereich zu erwähnen wäre, bezeichnet man das Kreuzheben auch als Ganzkörperübung oder Grundübung.
Wie für das Bankdrücken gibt es auch für das Kreuzheben Einzelwettkämpfe. Einiger Beliebtheit erfreuen sich auch Turniere mit der Kombination aus Bankdrücken und Kreuzheben, sog. Push-&-Pull-Wettkämpfe. Im Wettkampf werden zwei Varianten des Kreuzhebens angewendet – die klassische Variante sowie das Sumo-Kreuzheben.

## Beteiligte Muskulatur
- Musculus biceps femoris
- Musculus quadriceps femoris
- Musculus gluteus maximus
- Musculus erector spinae
- Musculus adductor magnus
- Musculus semitendinosus
- Musculus semimembranosus
- Musculus triceps surae
- Musculus trapezius
- Latissimus dorsi

## Ausführung

### Klassische Variante
In der Ausgangsstellung liegt die Langhantel auf dem Boden, vor den Füßen des Athleten. Der Abstand von der Unterseite der Stange bis zum Boden beträgt beim Wettkampf im Regelfall 21 cm.
Der Athlet steht hüft- bis schulterbreit vor der Stange und umfasst diese mit ausgestreckten Armen. Die Schienbeine sollten möglichst senkrecht sein, je nach Proportionen des Athleten verschieden. Ein längeres Sitzen in dieser unteren Position sollte vermieden werden, da dabei Spannung im Rumpf verloren geht. Beine und Oberkörper werden gebeugt und beim Hochziehen des Gewichts dann gleichzeitig gestreckt. Die Hantel sollte dabei möglichst nah am Körper nach oben gezogen werden, mit einer leichten Tendenz nach hinten. Es sollte darauf geachtet werden, dass vor dem Hebevorgang tief eingeatmet und die Bauchmuskulatur bewusst kontrahiert wird, um intrathorakalen und intraabdominalen Druck aufzubauen, die zur Stabilisierung der Wirbelsäule dienen. Besonders wichtig ist, dass der Rücken während der gesamten Übung gerade bleibt. Die Spannung muss stets aufrechterhalten werden, die Tendenz geht in Richtung Hohlkreuz durch bewusste Anspannung der unteren Rückenmuskulatur. Ein Rundrücken muss unbedingt vermieden werden. Die Schultern sollten im letzten Drittel der Bewegung wenn möglich nach hinten gezogen und die Knie im Training durchgedrückt, aber nicht „durchgeschlagen“ werden.
Die Griffart ist hier nicht namengebend. Man hält die Stange in der Regel im Obergriff doch wenn man die Stange nicht mehr im Obergriff halten kann, greift man im sogenannten „Kreuzgriff“. So greift man mit einer Hand im Obergriff und mit der anderen im Untergriff. Dieser „Kreuzgriff“ verhindert ein Herausrollen der Hantel beim Heben.
Häufig wird dem Kreuzheben nachgesagt, es sei eine für den Rücken schädliche Übung. Das ist jedoch falsch, da das Kreuzheben die Muskulatur des Rückens stärkt und somit Rückenproblemen vorbeugt. Das Bilden eines leichten Hohlkreuzes, ähnlich dem beim aufrechten Gang des Menschen, ist unabdingbar. Ansonsten können beim Heben schwerer Gewichte oder vielen Wiederholungen über die Zeit Verletzungen am unteren Teil der Wirbelsäule auftreten. Besonders zu nennen wäre hier der Bandscheibenvorfall oder das Brechen der Dornfortsätze.

### Sumo-Variante
Die Sumo-Variante erfordert einen extrem breiten Stand und somit eine große Hüftmobilität. Der Abstand der Füße ist fast so breit wie das Innenmaß der Hantelstange zwischen den Scheiben. Die Stange wird zwischen den Beinen etwa schulterbreit ergriffen und ebenfalls im Kreuzgriff hochgezogen, bis die Beine fast durchgedrückt sind und der Oberkörper aufgerichtet ist. Diese Variante eignet sich besonders für Athleten mit ungünstigen Proportionen. Bei dieser Ausführungsart wird verstärkt die Hüftmuskulatur beansprucht.

### Rumänisches Kreuzheben
Bei der Variante des Rumänischen Kreuzhebens beginnt der Athlet ausgestreckt stehend und hält die Langhantel wie in der Endposition der klassischen Variante. Er senkt dann die Langhantel ab, ohne dabei den Rücken zu beugen. Die Knie werden dabei nur leicht gebeugt.

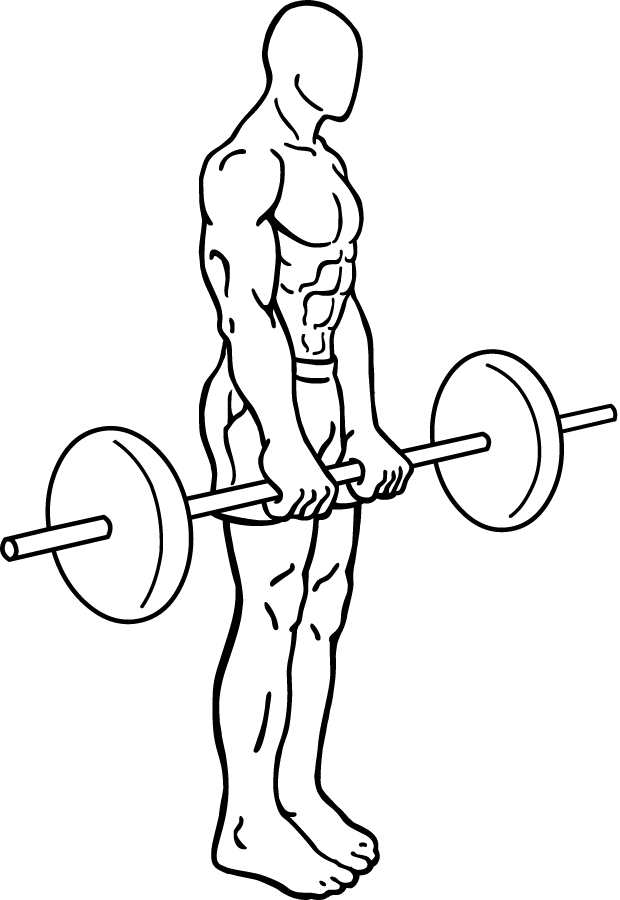
Rumänisches Kreuzheben, Ausgangsposition
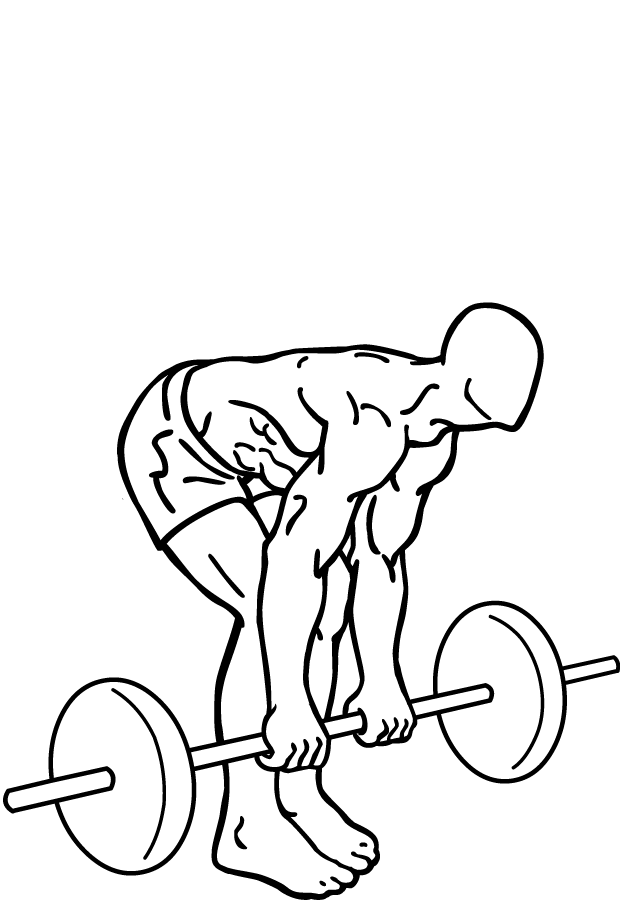
Rumänisches Kreuzheben, Endposition

Die Variante des Rumänischen Kreuzhebens geht auf den rumänischen Gewichtheber Nicu Vlad zurück. Dieser wurde von Jim Schmitz, einem US-amerikanischen Trainer 1990 für ein Gewichtheberseminar eingeladen und demonstrierte die Variante als Kräftigungsübung für das Umsetzen/Stoßen beim olympischen Gewichtheben. Die bisher namenlose Übung wurde anschließend zu Ehren Vlads als Romanian Deadlift bekannt.

## Weltrekorde
Der Weltrekord im Kreuzheben ohne Benutzung von Zughilfen, Gürtel und Deadlift-Suit beträgt 426 kg, gehalten von Konstantīns Konstantinovs.
Der Weltrekord im Kreuzheben mit Gürtel, aber ohne Zughilfen und Deadlift-Suit beträgt 461 kg, aufgestellt von Benedikt Magnússon.
Der Weltrekord im Kreuzheben mit Zughilfen, Gürtel und Deadlift-Suit beträgt 505 kg (1113,3 lb), aufgestellt von dem Schauspieler und Strongman Hafþór Júlíus Björnsson am 26. Juni 2025 in der Eisenhart Black Competition in Bayern.
Der Weltrekord der Frauen mit Equipment nach IPF Standard beträgt 270,5 kg, aufgestellt von Olga Gemaletdinova.
Der Weltrekord im Reifenkreuzheben nach den Strongman-Regeln, bei dem anstatt der Gewichtsscheiben Reifen verwendet werden und Heberiemen erlaubt sind, liegt bei 545,2 kg, erzielt durch Jean-François Caron während des Shawn class deadlift 2021.
Der Weltrekord im einhändigen Kreuzheben liegt bei 330 kg, gehalten von Hermann Görner.

## Belege
1. ↑  Conor Heffernan: Who Created the Romanian Deadlift? 12. Januar 2016, abgerufen am 5. April 2020 (amerikanisches Englisch).
2. ↑  RepOne: 505 kg Deadlift Hafthor Bjornsson (New World Record in 4K). 26. Juli 2025, abgerufen am 27. Juli 2025.
3. ↑  Records - International Powerlifting Federation IPF. In: www.powerlifting-ipf.com. Abgerufen am 29. November 2016.